# 터질듯한 이 가슴을
"터질듯한 이 가슴을"은 1979년에 개봉한 대한민국의 영화이다.

## 캐스팅
- 장훈
- 이동진
- 하명중
- 김애경
- 조경희
- 서지숙
- 김만
- 한국남
- 손성진